# 無益な医療
無益な医療 (むえきないりょう、英語：Futile medical care) とは、合理的な利益がないときに患者などの対象者に提供される医療のことである。医学的無益（いがくてきむえき、英語：Medical futility) とも同義である。主に治療の差し控えや中止の決定をする際の指標に用いられる概念である。

## 概念
無益な医療は医学的な状態を表す概念と、医学的な課題を遂行するかどうかの指標を表す概念の2点が存在する。医学的な状態を表す概念は議論が停滞気味であるため、医学的な課題を遂行する概念での議論が行われている。しかし2013年時点では、なにを無益と評価するか、誰が無益と判断するかなど、無益な医療が具体的に意味するところは明確でなく、統一見解がなされていない。また、無益の線引きは恣意的かつ医療資源の配分にも関わるため、治療目的に対する無益の程度を丁寧に注意深く明示する必要がある。

## 具体例

### 意思能力あり
意思能力が十分である場合で、医療を提供する側（医療者）と医療を受ける側（対象者）の双方が有益無益を判断する場合では、以下のように3つのパターンがある。
医療者「無益」、対象者「無益」
このように双方が無益と捉えていれば、無益な医療は行われない。
医療者「有益」、対象者「無益」
2006年2月に日本医師会は第IX次生命倫理懇談会で次のように述べている。
今日、患者の自律性を尊重し、残された生命の質を大事にすることについて異論を唱えるものはいないが、ややもすると医療の現場や医学的判断の視点が薄れ、生命倫理についての議論が医療現場から乖離しがちである。終末期医療に限らず、患者が生命予後について極めて厳しい事態に置かれたとき、医師はその患者にとっての医学・医療的最善、即ちその時点での医学・医療レベルに照らして最善の判断と技量を、可能な限り提供しようと努力するという前提がなければ、生命倫理的思量はその意義を失うであろう。 — 日本医師会、
つまり対象者が医療に否定的であっても、医療者が医療は「その患者にとっての医学・医療的最善」と判断すれば、対象者にとっては無益な医療を、インフォームドコンセントなどにより有益な医療として同意を取った上で行う可能性がある。
医療者「無益」、対象者「有益」
この場合は医療者が対象者の希望に応じないと、対象者はドクターショッピングを行う可能性がある。
実際の現場では対象者の親類縁者も対象者のキーパーソンとして関わるため、キーパーソン一人の有益無益を考慮するなら最大で6パターン、親類縁者全員の有益無益を考慮するならば、さらに多くのパターンが存在し得る。

### 意思能力なし
成年
認知症など、対象者の意思能力が不十分である場合は親類縁者にとっての有益無益の判断次第で、対象者にとって無益な医療が行われる可能性がある。仮に対象者が延命は無益であると判断して、事前にいわゆるエンディングノートや尊厳死宣言書などの文書で意志判断をしていたとしても、2021年時点、日本においては尊厳死に関する法律が存在せず、それら文書に法的拘束力はないため、対象者以外の人間にも一定の判断が求められる。
未成年
幼児など、法的に意思能力がない場合は全面的に親類縁者が判断するため、対象者にとって無益な医療が行われる可能性がある。ただし障害新生児の場合は治療の差し控えや中止が死に直結し生命権の侵害に該当する可能性が有るため、倫理的に無益な医療の適応にはならないとする意見もある。